# Rada Plzeňského kraje
Rada Plzeňského kraje (RPK) je volena Zastupitelstvem Plzeňského kraje. Má obvykle 9-11 členů, mezi něž patří hejtman, náměstci hejtmana a radní. Schůze rady jsou na rozdíl od schůzí zastupitelstva neveřejné. O průběhu schůze se pořizuje zápis, do kterého má každý občan právo nahlédnout.
Rada kraje je výkonným orgánem kraje v oblasti samostatné působnosti, zabezpečuje hospodaření Plzeňského kraje podle rozpočtu schváleného zastupitelstvem a rozhoduje také o rozdělování dotací do určité výše. Může rozhodovat ve věcech přenesené působnosti, a to stanoví-li tak zákon.
Plzeňský kraj vznikl k 1. lednu 2000, nicméně první krajské volby se konaly až 12. listopadu 2000.

## Volební období 2000–2004 / Rada Petra Zimmermanna
Koalici vytvořili ODS, Čtyřkoalice a Nestraníci.
- hejtman: Petr Zimmermann (ODS)
- náměstek pro ekonomiku a finance: Vladislav Vilímec (ODS)
- náměstek pro školství, mládeže a sportu: Václav Červený (4K/KDU-ČSL)
- náměstek pro oblasti regionálního rozvoje, územního plánování a zemědělství: Stanislav Rampas (nestr.)
- radní pro cestovní ruch, marketing a NNO: Olga Kalčíková (ODS)
- radní pro dopravu a životní prostředí: Pavel Stelzer (4K/ODA)
- radní pro zdravotnictví a soc. věci: Jaroslav Kadlec (4K/US-DEU)
- radní pro IT a strategický marketing: Karel Pokorný (nestr.)
- radní pro majetek a hospodářský rozvoj: Jan Toman (ODS)

- předseda kontrolního výboru: Václav Šlajs (ČSSD)

## Volební období 2004–2008 / Rada Petra Zimmermanna
Koalici vytvořili ODS a KDU-ČSL.
- hejtman: Petr Zimmermann (ODS)
- náměstek pro ekonomiku a finance: Vladislav Vilímec (ODS)
- náměstek pro školství, mládeže a sportu: Václav Červený (KDU-ČSL)
- náměstkyně pro cestovní ruch, marketing a NNO: Olga Kalčíková (ODS)
- radní pro kulturu a památkovou péči: Martin Baxa (ODS)
- radní pro životní prostředí: Boris Kreuzberg (KDU-ČSL)
- radní pro zdravotnictví a sociální péči: Pavel Karpíšek (ODS)
- radní pro dopravu: Miroslav Jaroš (ODS)
- radní pro regionální rozvoj, zemědělství a podporu fondů EU: Jiří Kalista (ODS)
- předseda kontrolního výboru: Václav Šlajs (ČSSD)

## Volební období 2008–2012
Menšinovou radu vytvořila ČSSD za tiché podporu KSČM. Změna na pozici hejtmana přišla v době, kdy se Milana Emmerová rozhodla rezignovat na post hejtmanky a věnovat se poslaneckému mandátu.

### Rada Milady Emmerové (11/2008–9/2010)
- hejtman: Milada Emmerová (ČSSD) – do 9/2010, odstoupila poté, co byla zvolena poslankyní PSP ČR[5]
- 1. náměstek pro ekonomiku: Milan Chovanec (ČSSD) – do 9/2010
- náměstek pro školství, mládež a sportu: Jiří Struček (ČSSD)
- náměstek pro regionální rozvoj, fondy EU a IT: Ivo Grüner (ČSSD)
- náměstek pro dopravu: Jaroslav Bauer (ČSSD)
- radní pro kulturu, památkovou péči, cestovní ruch a marketing: Václav Koubík (ČSSD)
- radní pro sociální věci: Dagmar Terelmešová (ČSSD)
- radní pro investice a majetek: Martin Zrzavecký (ČSSD)
- předseda kontrolního výboru: František Podlipný (KSČM)

### Rada Milana Chovance (9/2010–11/2012)
- hejtman: Milan Chovanec (ČSSD)[6]
- náměstek pro ekonomiku, školství, mládež a sportu: Jiří Struček (ČSSD)
- náměstek pro regionální rozvoj, fondy EU a IT: Ivo Grüner (ČSSD)
- náměstek pro dopravu: Jaroslav Bauer (ČSSD)
- radní pro kulturu, památkovou péči, cestovní ruch a marketing: Václav Koubík (ČSSD)
- radní pro sociální věci: Dagmar Terelmešová (ČSSD) – do 3/11, odstoupila poté, co se stala senátorkou za obvod č. 7 – Plzeň-město
  - radní pro sociální věci: Miroslav Brabec (ČSSD)
- radní pro investice a majetek: Martin Zrzavecký (ČSSD) – do 12/10, odstoupil poté, co byl zvolen náměstkem primátora města Plzně
  - radní pro investice a sociální věci: František Bláha (ČSSD)
- předseda kontrolního výboru: František Podlipný (KSČM)

## Volební období 2012–2016
Koalici vytvořili ČSSD a KSČM. Milan Chovanec odstoupil z pozice hejtmana poté, co byl zvolen poslancem a následně jmenován ministrem vnitra ve vládě Bohuslava Sobotky. Na jeho místo pak následně nastoupil navzdory protestům dosavadní první náměstek Václav Šlajs.

### Rada Milana Chovance (11/2012–1/2014)
- hejtman: Milan Chovanec (ČSSD)
- 1. náměstek pro ekonomiku: Václav Šlajs (ČSSD)
- náměstek pro dopravu: Jaroslav Bauer (ČSSD)
- náměstek pro školství, mládež a sport, kulturu a cest. ruch: Jiří Struček (ČSSD)
- náměstek pro regionální rozvoj, fondy EU a IT: Ivo Grüner (ČSSD)
- náměstkyně pro oblast investic, majetku a Centrálního nákupu, příspěvkové organizace: Zdeňka Lišková (KSČM)
- radní/náměstek pro zdravotnictví: Václav Šimánek (ČSSD)
- radní pro životní prostředí a zemědělství: Václav Štekl (KSČM)
- radní pro sociální věci: Zdeněk Honz (ČSSD)
- předseda kontrolního výboru: Jan Šašek (ODS)

### Rada Václava Šlajse (1/2014–11/2016)
- hejtman (+radní pro ekonomiku): Václav Šlajs[9]
- 1. náměstek pro dopravu: Jaroslav Bauer (ČSSD)
- náměstek pro školství, sport, cest. ruch a projekt Plzeň 2015: Jiří Struček (ČSSD)
- náměstek pro regionální rozvoj, fondy EU a IT: Ivo Grüner (ČSSD)
- náměstkyně pro oblast investic, majetku a Centrálního nákupu, příspěvkové organizace: Zdeňka Lišková (KSČM)
- radní/náměstek pro zdravotnictví: Václav Šimánek (ČSSD) – do 9/14 (v období do 1/2014 radním, od 1/2014 náměstkem, od 9/14 neuvolněným radním, odstoupil 9/14)[10][11]
  - radní pro zdravotnictví: Milena Stárková (ČSSD)[12]
- radní pro kulturu, pam. péči a NNO: Jaroslav Šobr (ČSSD)[13]
- radní pro životní prostředí a zemědělství: Václav Štekl (KSČM)
- radní pro sociální věci: Zdeněk Honz (ČSSD)
- předseda kontrolního výboru: Jan Šašek (ODS) – do 2/15
  - předseda kontrolního výboru: Marcela Krejsová (ODS)

## Volební období 2016–2020 / Rada Josefa Bernarda
Koalici vytvořili ČSSD, ODS, Koalice pro Plzeňský kraj (KDU-ČSL, Strana zelených a hnutí Nestraníci) a Starostové s Patrioty.
- hejtman: Josef Bernard (ČSSD) – do 6/20, odvolán poté, co ukončil členství v ČSSD. Pozice potom nebyla obsazena, pravomoci převzala první náměstkyně.[15][16]
- 1. náměstkyně pro ekonomiku investice a majetek: Marcela Krejsová (ODS)
- náměstek pro dopravu: Pavel Čížek (STAN)
- náměstkyně pro školství, mládež, sport a cest. ruch: Ivana Bartošová (Koalice pro Plzeňský kraj, KDU-ČSL)
- náměstek pro regionální rozvoj, fondy EU a IT: Ivo Grüner (ČSSD)
- náměstek pro kulturu, pam. péči a NNO: Martin Baxa (ODS) – do 2/18, odstoupil poté, co byl zvolen poslancem PSP ČR[17]
  - náměstek pro kulturu, pam. péči a NNO: Vladislav Vilímec (ODS)
- náměstek pro sociální věci: Zdeněk Honz (ČSSD)
- radní pro životní prostředí a zemědělství: Radka Trylčová (ODS)
- radní pro zdravotnictví: Milena Stárková (ČSSD)
- předseda kontrolního výboru: Václav Štekl (KSČM)

## Volební období 2020–2024

### Rada Ilony Mauritzové (11/2020–2/2022)
Koalice vytvořili ODS+TOP 09 se STAN, Zelenými, Pro Plzeň a Piráty. Vyjednávání trvalo víc než měsíc, ani jedna z koaličních stran nevyjednávala o složení koalice s vítězným hnutím ANO. Krajská rada byla zvolena zastupitelstvem Plzeňského kraje na prvním jednání zastupitelstva 12. listopadu 2020.
- hejtmanka (+radní pro oblast zdravotnictví, bezpečnosti, krizové řízení a marketingu): Ilona Mauritzová (ODS)
- 1. náměstek hejtmana pro oblast životního prostředí, zemědělství, evr. záležitostí a regionálního rozvoje: Josef Bernard (STAN)
- náměstek pro oblast sociálních věcí: Rudolf Špoták (Piráti)
- náměstek pro oblast ekonomiky, investic a majetku: Pavel Karpíšek (ODS) - neuvolněný
- náměstek pro oblast kultury a památkové péče: Marek Ženíšek (TOP 09)
- náměstek pro IT, digitalizace a centrálního nákupu: Pavel Hais (Piráti) - neuvolněný
- náměstek pro oblast školství a sportu: Rudolf Salvetr (ODS) - neuvolněný
- náměstek pro dopravu: Pavel Čížek (STAN)
- radní pro oblast cest. ruchu, partnerských regionů, vnějších vztahů a podporu podnikání: Marcela Krejsová (ODS)
- předseda kontrolního výboru: Petr Vanka (ANO)

### Rada Rudolfa Špotáka (2/2022–10/2024)
Koalici po rozpadu původní rady vytvořili Piráti se STAN, Zelenými, Pro Plzeň a hnutím ANO. Nová rada byla zvolena zastupitelstvem Plzeňského kraje na jednání zastupitelstva 14. února 2022.
- hejtman (+radní pro oblast bezpečnosti, krizového řízení a centrálního nákupu): Rudolf Špoták (Piráti)[23]
- 1. náměstek pro oblast regionálního rozvoje, IT a evropských záležitostí: Petr Vanka (ANO)
- náměstek pro oblast dopravy: Pavel Čížek (STAN)
- náměstek pro oblast zdravotnictví: Pavel Hais (Piráti) - neuvolněný
- náměstek pro oblast životního prostředí a zemědělství: Josef Bernard (STAN) - neuvolněný
- náměstek pro oblast sociálních věcí (od 11/2022 také pro investice, majetek): Martin Záhoř (ANO) - neuvolněný
- náměstek pro oblast ekonomiky, investic a majetku: Roman Zarzycký (ANO) - do 11/2022, rezignoval poté, co byl zvolen primátorem Plzně[26]
- náměstek pro oblast školství a sportu (do 11/2022 radní): Vladimír Kroc (ANO)
- radní pro oblast ekonomiky (od 11/2022): Pavel Strolený (ANO)
- radní pro oblast kultury, památkové péče a cestovního ruchu: Libor Picka (STAN)
- předseda kontrolního výboru: Eva Trůková (ODS)

## Volební období 2024–2028 / Rada Kamala Farhana
Koalici vytvořili druhý den po volbách vítězné ANO se STAN a uskupením PRO NÁŠ KRAJ (KDU-ČSL, PRO PLZEŇ, ADS a Svobodní). Nová rada je jedenáctičlenná, byla zvolená na jednání zastupitelstva 30. října 2024.
- hejtman (+radní pro oblast krizového řízení a bezpečnost): Kamal Farhan (ANO)
- 1. náměstek pro oblast regionálního rozvoje: Petr Vanka (ANO)
- náměstek pro oblast školství a sportu: Vladimír Kroc (ANO)
- náměstek pro oblast sociálních věcí: Jan Bozděch (ANO) - neuvolněný
- náměstek pro oblast dopravy: Pavel Čížek (STAN)
- náměstek pro oblast investic a majetku: Martin Záhoř (ANO) - neuvolněný
- náměstek pro oblast zdravotnictví: Tomáš Soukup (ANO) - neuvolněný
- náměstek pro oblast IT a evropských záležitostí: Martin Rybár (KDU-ČSL)
- radní pro oblast ekonomiky a centrálního nákupu: Pavel Strolený (ANO)
- radní pro oblast životního prostředí a zemědělství: Petr Fišer (ANO)
- radní pro oblast kultury, památkové péče a cestovního ruchu: Libor Picka (STAN)
- předseda kontrolního výboru: Rudolf Špoták (Piráti)